# Girardinus
Girardinus – rodzaj ryb z rodziny piękniczkowatych (Poeciliidae).

## Klasyfikacja
Gatunki zaliczane do tego rodzaju:
- Girardinus creolus
- Girardinus cubensis
- Girardinus denticulatus
- Girardinus falcatus
- Girardinus metallicus – żyrardynka[3], żyworódka metaliczna[4], żerardynka metaliczna[5]
- Girardinus microdactylus
- Girardinus uninotatus

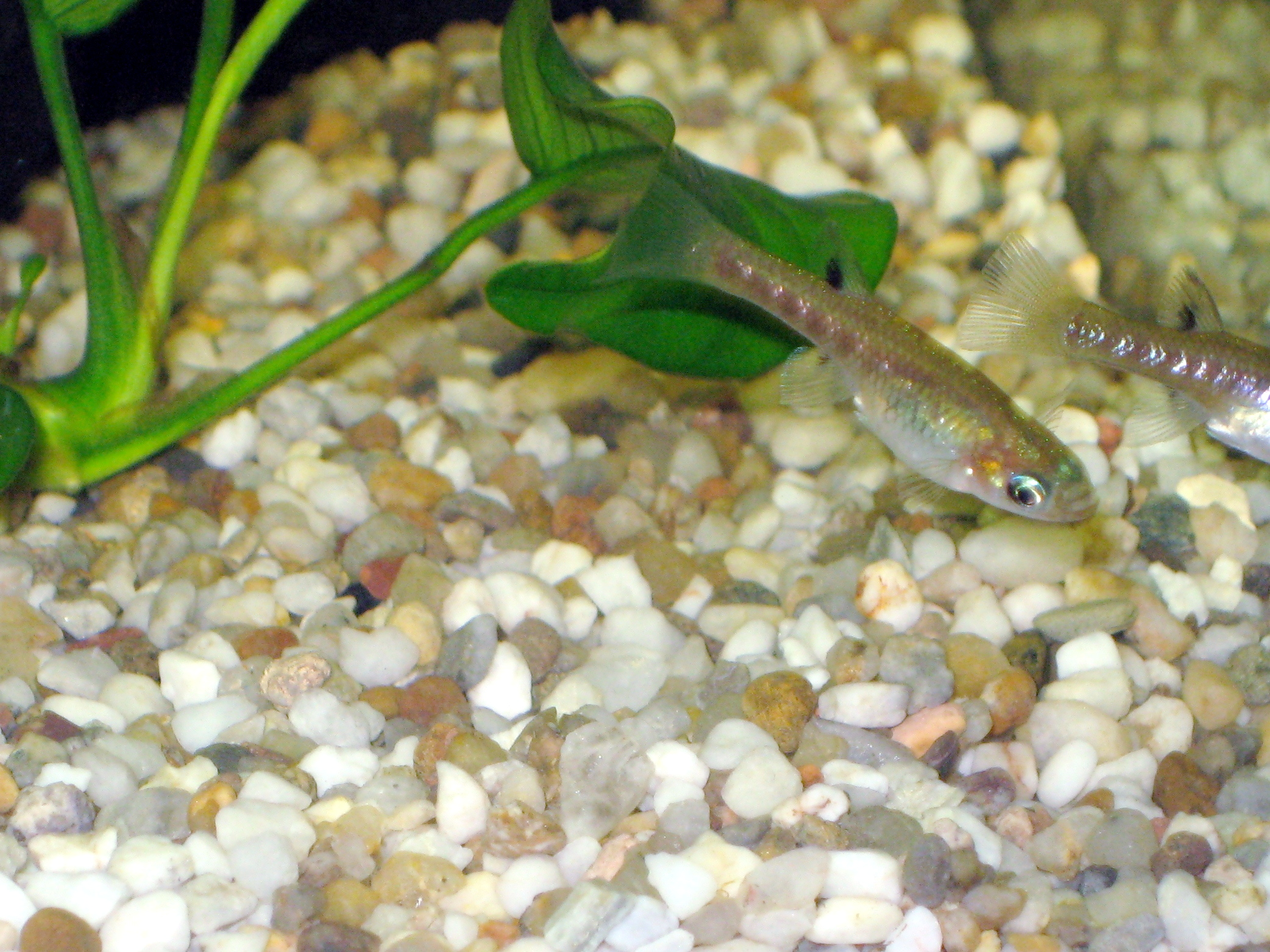
Girardinus metallicus